# 위험한 상상
《위험한 상상》(영어: Mortal Thoughts)은 미국에서 제작된 앨런 루돌프 감독의 1991년 네오누아르 미스터리 심리 스릴러 영화이다. 더미 무어 등이 출연하였고, 존 피들러 등이 제작에 참여하였다.

## 출연진
- 더미 무어
- 글렌 헤들리
- 브루스 윌리스
- 하비 카이텔
- 존 팬코
- 프랭크 빈센트

## 기타 제작진
- 공동 제작: 더미 무어
- 라인 제작: 조 커라치올로 주니어
- 배역: 도나 아이작슨, 존 라이언스
- 미술: 하워드 커밍스
- 의상: 호프 해너핀